# Kältewüste
Kältewüste (auch Frostschuttwüste oder -gebiet) ist der geozonale Oberbegriff für die fast vegetationsfreien Areale der polaren Klimazone, die nicht dauerhaft von Eis und Schnee bedeckt sind. Der Begriff stammt aus der Geographie und bezeichnet verallgemeinernd einen bestimmten Landschaftstyp der globalen Maßstabsebene. Je nach Disziplin existieren unterschiedliche Definitionen, siehe Abschnitt „Definition“.
Charakteristisch für die verschiedenen Formen der Kältewüste ist eine offene, steinige oder sandige und zum größten Teil fast vegetationsfreie Landschaft über Permafrostböden. Vielfach sind die Flechtenkrusten auf den Felsen die einzigen sichtbaren Lebewesen. In geschützten Bereichen kommen zudem vorwiegend Moose und Gräser vor.

## Definition
Aus Sicht der Geobotanik (Pflanzengeographie) ist die Kältewüste ein natürlicher Vegetationstyp, der vor allem unter den Bedingungen der Klimate der (hoch)polaren Eis- und Kältewüsten entsteht. In ihrer erdumspannenden (geozonalen) Ausdehnung gehört die Kältewüste zu den Vegetationszonen. Zudem kommen vergleichbare Pflanzenformationen weltweit in den Höhenstufen der Gebirge vor, die als nicht zonale Vegetationstypen den Kältewüsten zugeordnet werden können.
Aus Sicht der Ökologie gehört die Kältewüste zu den größtmöglichen (abstrakten) Ökosystemen, die zusammen die Biosphäre bilden. Sie selbst wird aus typischen Biomen oder Ökoregionen gebildet, die sich wiederum aus den zugehörigen kleinräumigen (konkreten) Bio- und Ökotopen zusammensetzen. Diese untergliedern wiederum das erdumspannende Polare Zonobiom bzw. die Polare/Subpolare Ökozone.
Biogeographisch betrachtet werden die Eiswüsten (Eisschilde und Gletscher) der Erde nicht den Kältewüsten zugerechnet, da hier keinerlei Pflanzen und Tiere mehr leben können.

## Verbreitung und Zustand
Die nördliche (arktische) Vegetationszone der Kältewüste reicht in ihrer maximalen Ausdehnung etwa von 83° nördlicher Breite (Kap Morris Jesup auf Grönland) bis 66° (am Polarkreis auf der Baffininsel). Die südliche (antarktische) Zone erstreckt sich von 85° südlicher Breite (eisfreie Gipfel des Transantarktischen Gebirges) bis etwa 63° (auf der antarktischen Halbinsel Grahamland). Aufgrund der wenigen Landgebiete in der Süd-Hemisphäre macht die dortige Kältewüste nur einen geringen Teil der gesamten Fläche aus. Die Kältewüsten gehen polwärts in die Zone der Eisschilde und Richtung Äquator in die Tundren über.
Die nicht zonalen Kältewüsten der Gebirge kommen weltweit in nahezu allen Hochgebirgen oberhalb der Mattenregion vor und werden dort als nivale Höhenstufe bezeichnet. Bei besonders ausgeprägter Trockenheit können sie bis in die alpine Höhenstufe hinabreichen und werden dann bisweilen als alpine Wüste bezeichnet.
Die größten unzerstörten Kältewüsten der Erde liegen auf den Königin-Elisabeth-Inseln Kanadas. Im tibetischen Hochland liegen die größten Flächen außerhalb der polaren Zone.
Bezogen auf die potentielle natürliche Vegetation sind heute ca. 2 % der irdischen Landoberfläche Kältewüsten. Tatsächlich sind Anfang des 3. Jahrtausends rund 85 % der Kältewüsten in einem weitgehend unbeeinflussten, natürlichen Zustand. Diese Gebiete sind unbesiedelt. Über 10 % sind noch naturnah und relativ gering beeinflusst. Diese Flächen liegen vor allem in der Nachbarschaft von Küstensiedlungen oder auch in Hochgebirgen. Unter 5 % wurden intensiv verändert und durch anthropogene Landschaften überprägt.

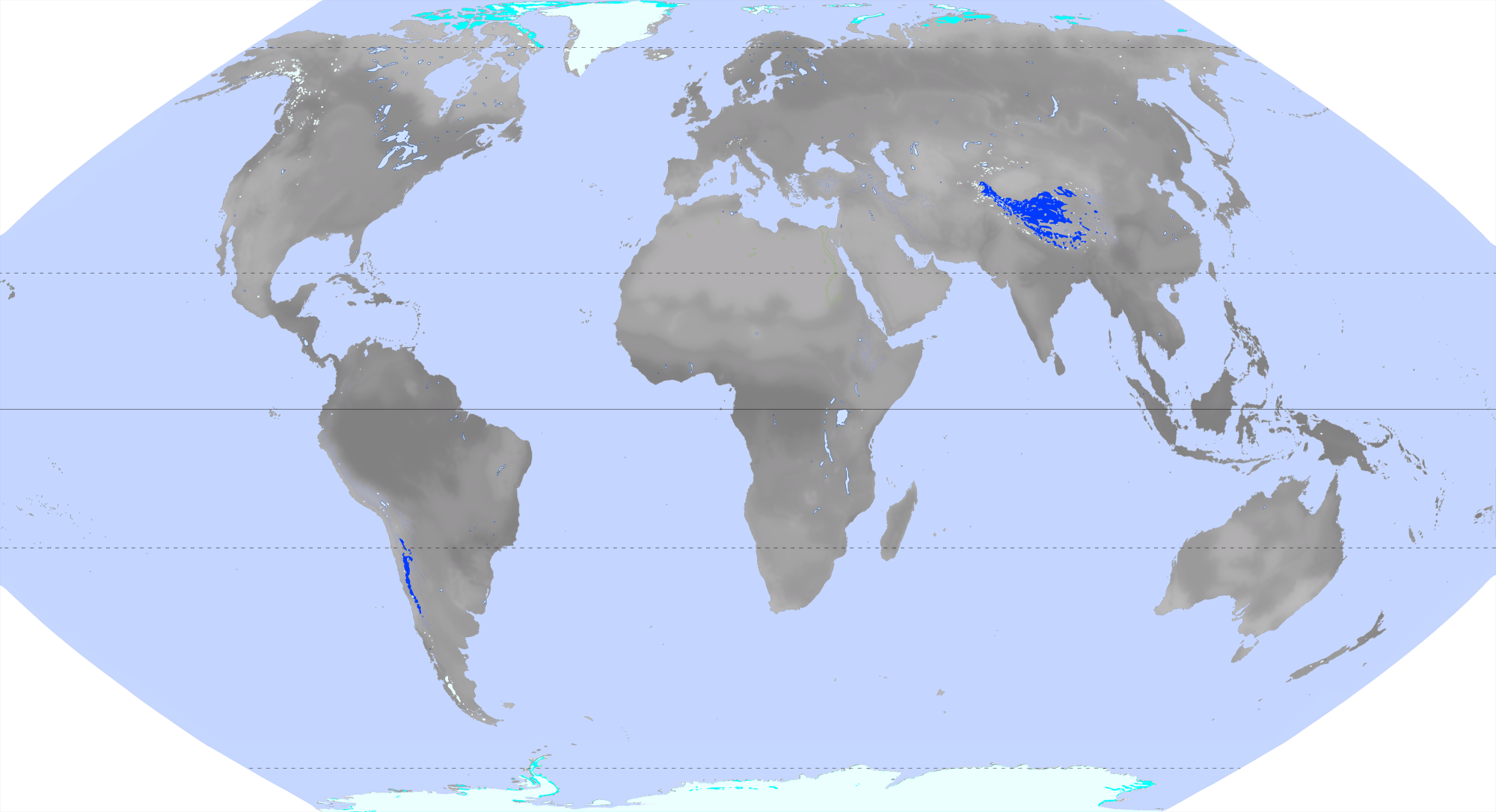
Lage der Kältewüsten mit Untergliederung
Eisschilde
Polare Kältewüste
Alpine Kältewüste

## Charakteristik
Als Kältewüste bezeichnet man Gebiete im Übergang von der Tundra zu den Eiswüsten, die weniger als 10 %, aber mehr als 1 % Pflanzenbedeckung aufweisen. Der ganzjährig gefrorene Permafrostboden verhindert das Eindringen von Wurzeln und die Lufttemperatur ist so kalt, dass das Pflanzenwachstum erheblich eingeschränkt ist. Daher finden sich auch für Tiere nur sehr eingeschränkte Lebensräume. Ein weiteres Merkmal der polaren Kältewüsten sind trockene Luft sowie starke Winde (Blizzards). Durch den fehlenden Schutz einer Pflanzendecke bzw. der daraus entstehenden Humusschicht kommt es bei den eisigen Temperaturen zur sogenannten Frostverwitterung der Gesteine. Das Produkt wird „Frostschutt“ genannt.

## Eiswüsten

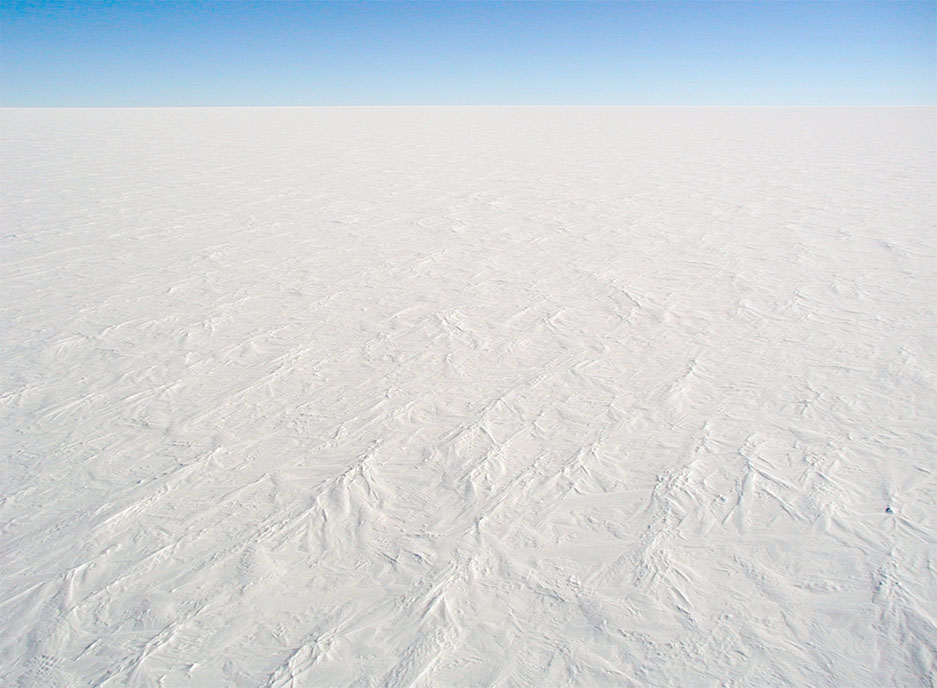
Die Eiswüste wird biogeographisch nicht zu den Kältewüsten gerechnet, da hier praktisch kein sichtbares Leben mehr vorkommt.

Etwa neun Prozent der irdischen Landoberfläche liegen unter einem Eisschild, der die eisfreien Kältewüsten begrenzt. 16 % davon entfallen auf das grönländische Inlandeis. Die größte Eiswüste auf der Erde ist die Antarktis, die rund 83 % davon ausmacht. Im antarktischen Inland ist es extrem trocken, da die kalte Luft nur sehr wenig Feuchtigkeit aufnehmen kann. Niederschläge gehen oft an den antarktischen Küsten nieder und erreichen die zentralen Gebiete nicht mehr. Die dort befindlichen Eisdecken erhalten im Jahr oft nur eine hauchdünne Deckschicht von neuem Eis hinzu, weshalb mächtigere Eis-Ansammlungen in Senken oft aus sehr altem Eis bestehen. Selten kommt es durch Verwehungen und Sublimation von Eis zu offenen, eisfreien Wüstenlandschaften, die aus vegetationslosen Frostschuttfeldern oder Felsboden bestehen. Man nennt diese Gebiete „Antarktische Trockentäler“.
In allen gebirgigen Eiswüsten kommen zudem sogenannte Nunatakker vor; Bergkuppen, die über das Eis herausragen. Als Lebensraum für Flechten und Algen werden sowohl die Nunatakker, als auch die antarktischen Trockentäler wiederum den Kältewüsten zugerechnet.

### Klimatische Voraussetzungen
Die Kältewüsten der Erde liegen in der polaren Klimazone und sind damit in der Regel durch sehr kalte Klimata mit langen, kalten Wintern und kurzen, kalten Sommern gekennzeichnet. Im kältesten Monat steigen die Durchschnittstemperaturen grundsätzlich nicht über 0 °C; wobei das Minimum unter −50 °C liegt. Neun bis zwölf Monate liegt Schnee. Der wärmste Monat liegt im Mittel kaum über +5 °C; zum Teil bleibt die Temperatur selbst im Sommer unter −10 °C. Dennoch sind auch in diesen hohen Breiten Maximaltemperaturen von +20 °C möglich. Das langjährige Temperaturmittel liegt zwischen −30 °C und −17 °C. Für die polaren Kältewüsten kommt zudem eine für das Pflanzenwachstum erschwerende sehr geringe Sonneneinstrahlung hinzu, die allerdings im Hochsommer durch die Mitternachtssonne z. T. kompensiert wird.
Mit Durchschnittswerten von 80–200 mm (in einigen Küstengebieten über 400 mm) sind die Jahressummen der Niederschläge niedrig bis sehr niedrig. Da sie fast ausschließlich als Schnee fallen, wird das Klima auch als nival bezeichnet. Die lange Frostperiode und die niedrigen Temperaturen führen zu einer geringen Verdunstungsrate, so dass der Wasserhaushalt am Erdboden trotz der geringen Niederschlagsmengen humid (feucht) ist.
Die Vegetationsperiode ist mit unter 30 Tagen sehr kurz.
Nach der effektiven Klimaklassifikation von Köppen / Geiger spricht man bei den vorgenannten Bedingungen vom sogenannten Eisklima (Kürzel: EF).

### Weitere Merkmale
In den Kältewüsten verbleibt die sehr dürftige Bodenbildung auf Fels und Sand zumeist in Rohbodenstadien.
Die Kältewüsten sind Wüsten im engsten Sinne – nahezu leblose Frostschuttwüsten, die zumeist aus Kies und Geröll bestehen. Typisch für den Übergangsbereich zu den Tundren ist das unruhige Bodenrelief, das häufig durch Kuppen und Mulden oder netz- bzw. ringartig angeordnete Wälle gekennzeichnet ist. Es handelt sich dabei um sogenannte Frostmusterböden. Im Wesentlichen führt das kurzzeitige, alljährlich erneut stattfindende Auf- und Abtauen des Bodens über dem Permafrost zu diesen ungewöhnlichen Strukturen.
Durch die vorgenannten abiotischen Faktoren ist die vorhandene Menge an Biomasse extrem niedrig (unter 2 t/ha Trockenmasse).

### Flora

#### Nordhalbkugel
Nur 0,4 % aller Gefäßpflanzen der Erde leben in der Arktis. Zudem ist die Verbreitung fast aller dort lebender Arten nicht auf die Polargebiete beschränkt. Die Pflanzendichte und -vielfalt nimmt polwärts ab. In der Kältewüste bleiben die Moose und einige wenige Blütenpflanzen der isolierten, inselartigen Standorte kleinwüchsig (2–5 cm) und bilden kein zusammenhängendes Wurzelgeflecht aus. Solche Standorte entstehen zum Beispiel in parabolartigen Bodensenken, deren Form die einfallende Sonnenstrahlung  bündelt. Zwei typische Blütenpflanzen, die bis hart an den Rand der Eisschilde vorkommen sind der Gegenblättrige Steinbrech und der Arktische Mohn. Die dominierenden Lebensformen der Kältewüste sind jedoch Algen und Flechten – symbiotische Lebensgemeinschaften aus Grünalgen und Pilzen. Flechten sind absolut frosthart. Die Krustenflechten, die auf Steinen leben und extrem harte, oftmals an Landkarten erinnernde Muster bilden (Landkartenflechte), bleiben auch bei Minusgraden photosynthetisch aktiv. Auf Fels sind Flechten wichtige Pionierorganismen, die entweder dem Gestein aufsitzen oder sogar in den Stein eindringen.

#### Südhalbkugel
Bevor der Mensch eine Handvoll Neophyten einschleppte, wuchsen in der gesamten Antarktis nur zwei Blütenpflanzen: die Antarktische Schmiele (Deschampsia antarctica) und das Nelkengewächs Antarktische Perlwurz (Colobanthus quitensis). Der weitaus größte Teil der antarktischen Kältewüste ist bis auf einige wenige Flechten vegetationslos. Die Anzahl der Flechtenarten ist hier deutlich geringer als in der Arktis.

### Fauna
Die Tierwelt der Kältewüsten ist noch weitaus spärlicher als die Pflanzenwelt und konzentriert sich besonders auf die Küstengebiete. Hier kommen Robben an Land und brüten viele Seevögel. Das Symboltier der arktischen Kältewüste ist wohl der Eisbär, während es in der Antarktis wohl die Pinguine sind.

## Besiedlung

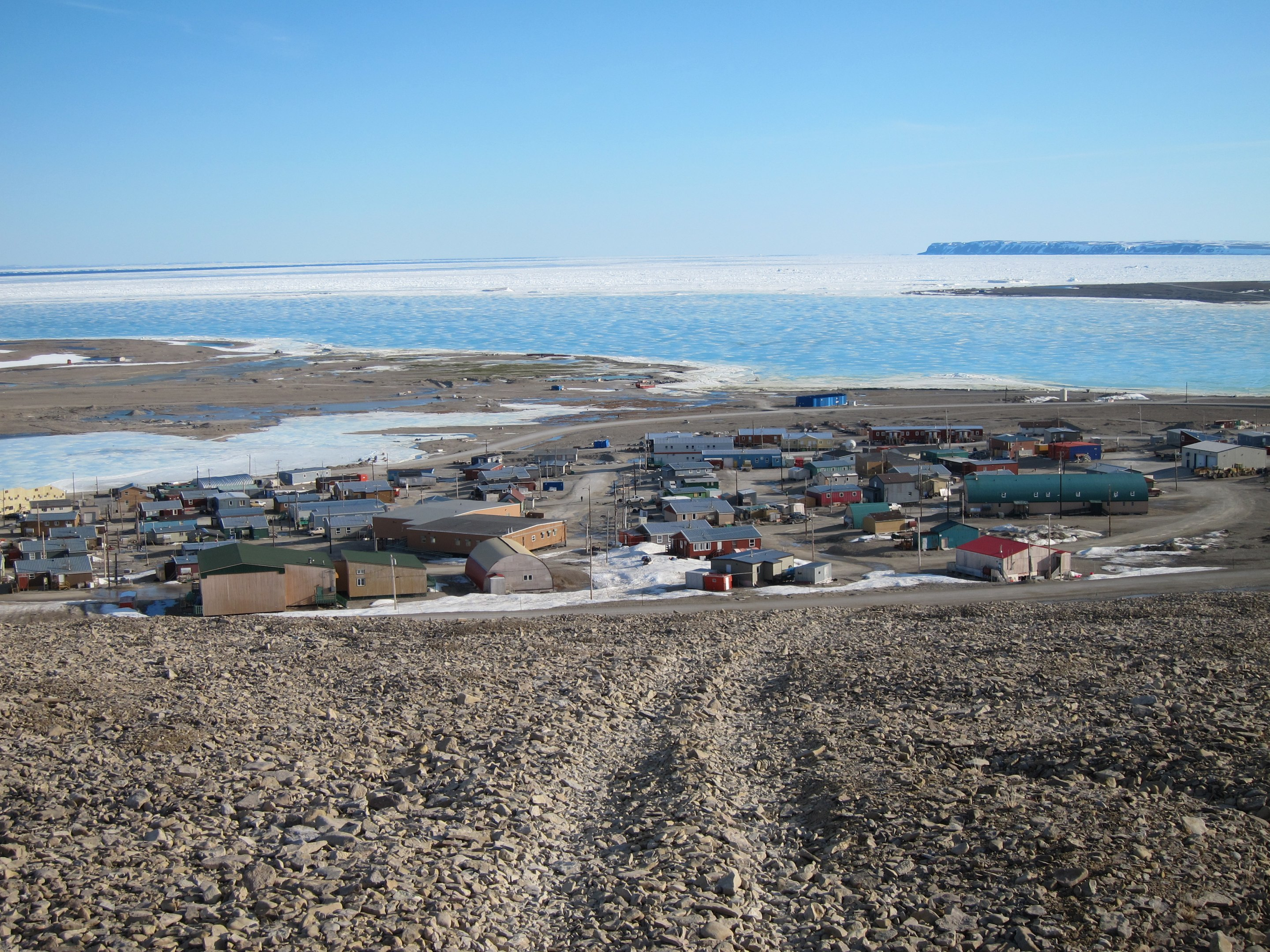
Inuit-Siedlung Resolute auf Cornwallis Island

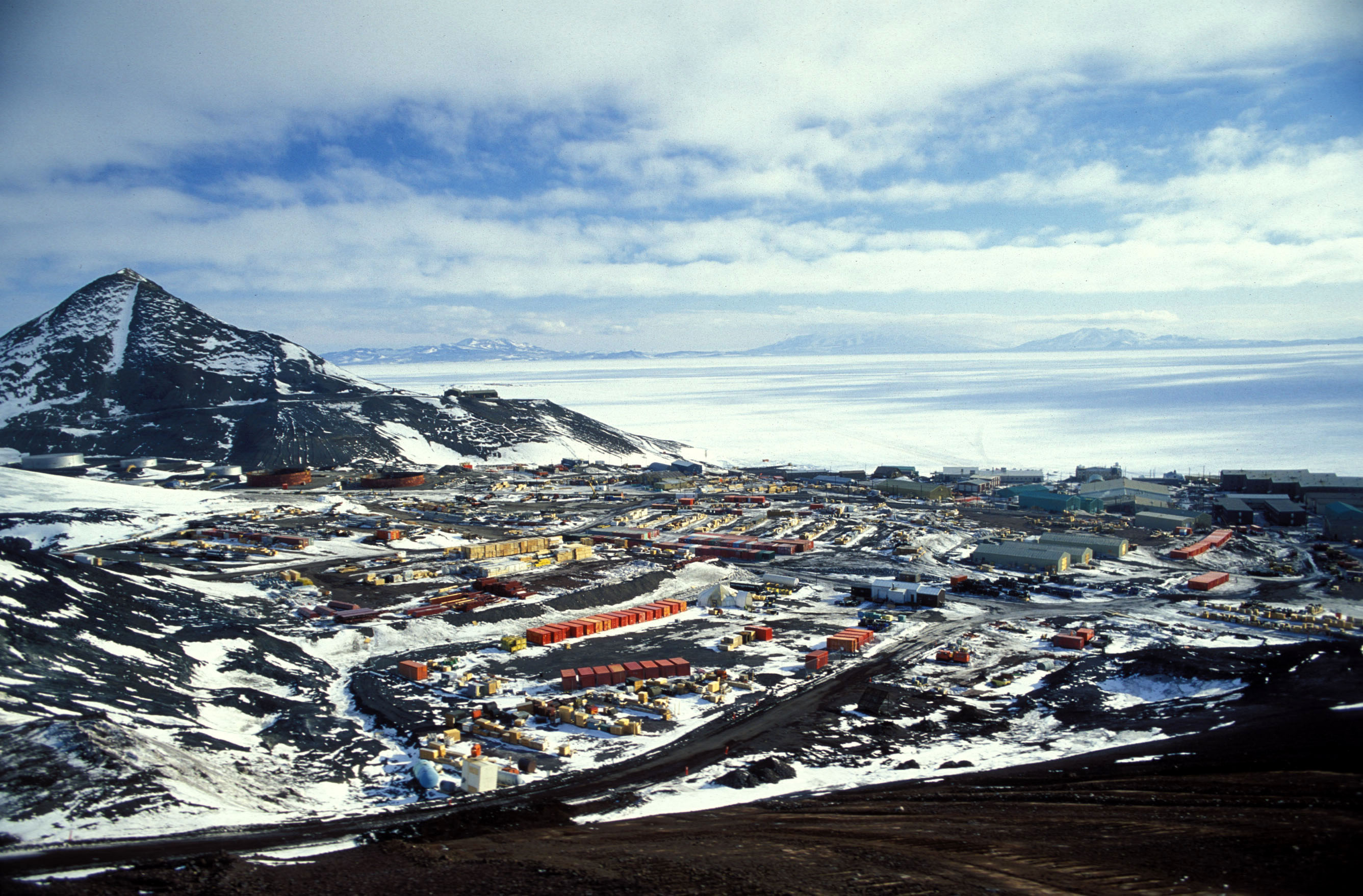
Die US-amerikanische McMurdo-Station: Größte Forschungs- und Logistikstation in der Antarktis

Bis auf die Küstenbereiche der hochpolaren Inseln Kanadas, die von Inuit besiedelt wurden, waren die lebensfeindlichen Kältewüsten nie Wohnort indigener Völker. Erst die Europäer haben seit Ende des 19. Jahrhunderts einige wenige Forschungs- bzw. militärische Stationen eingerichtet, die zum Teil längerfristig bewohnt sind. Hinzu kommen die Wintersportanlagen in den Frostschuttbereichen einiger Hochgebirge.

## Nutzung, Entwicklung, Gefährdung und Naturschutz

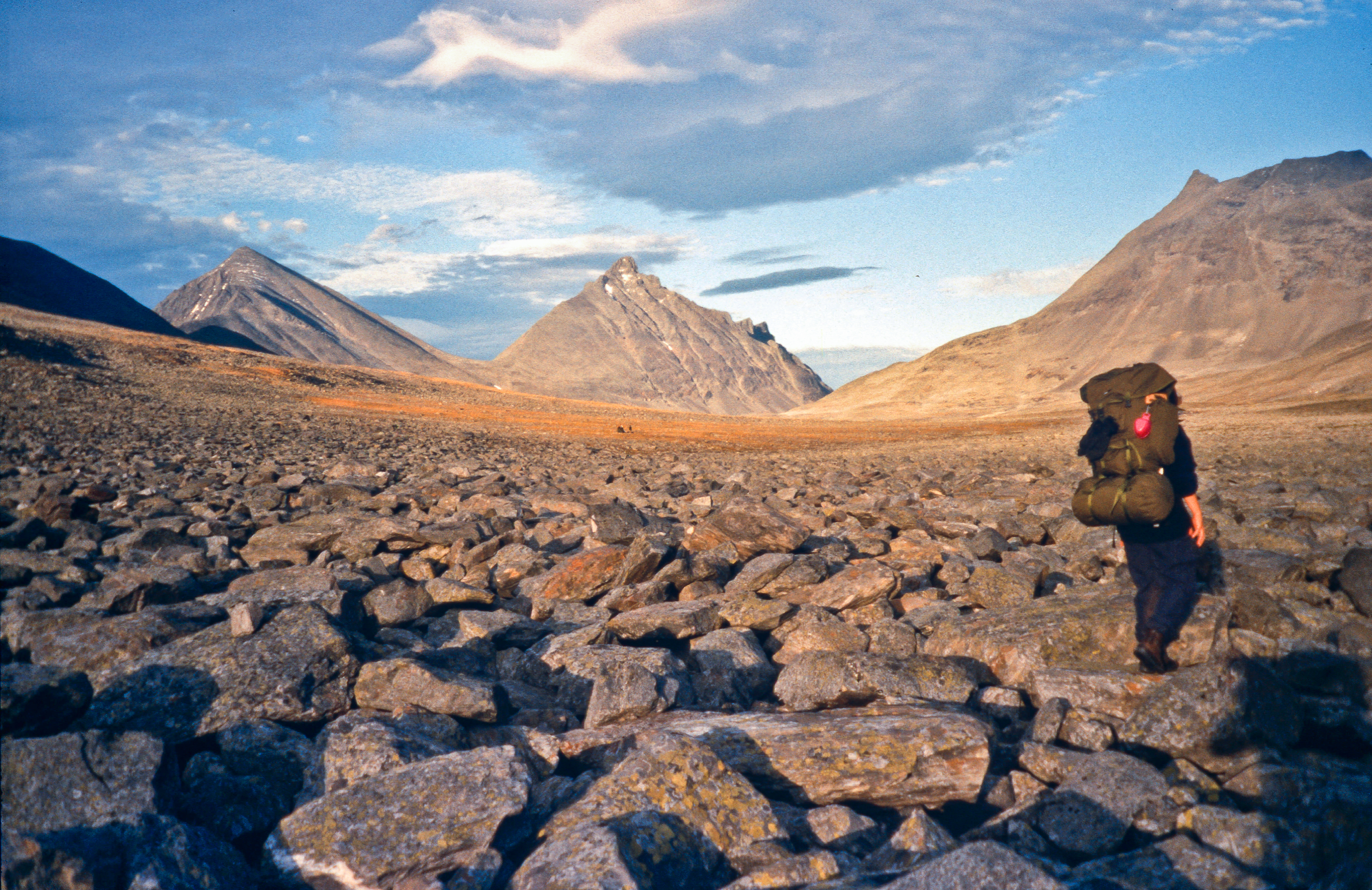
Trekking durch die Blockfelder der nivalen Höhenstufe im nordschwedischen Gebirge

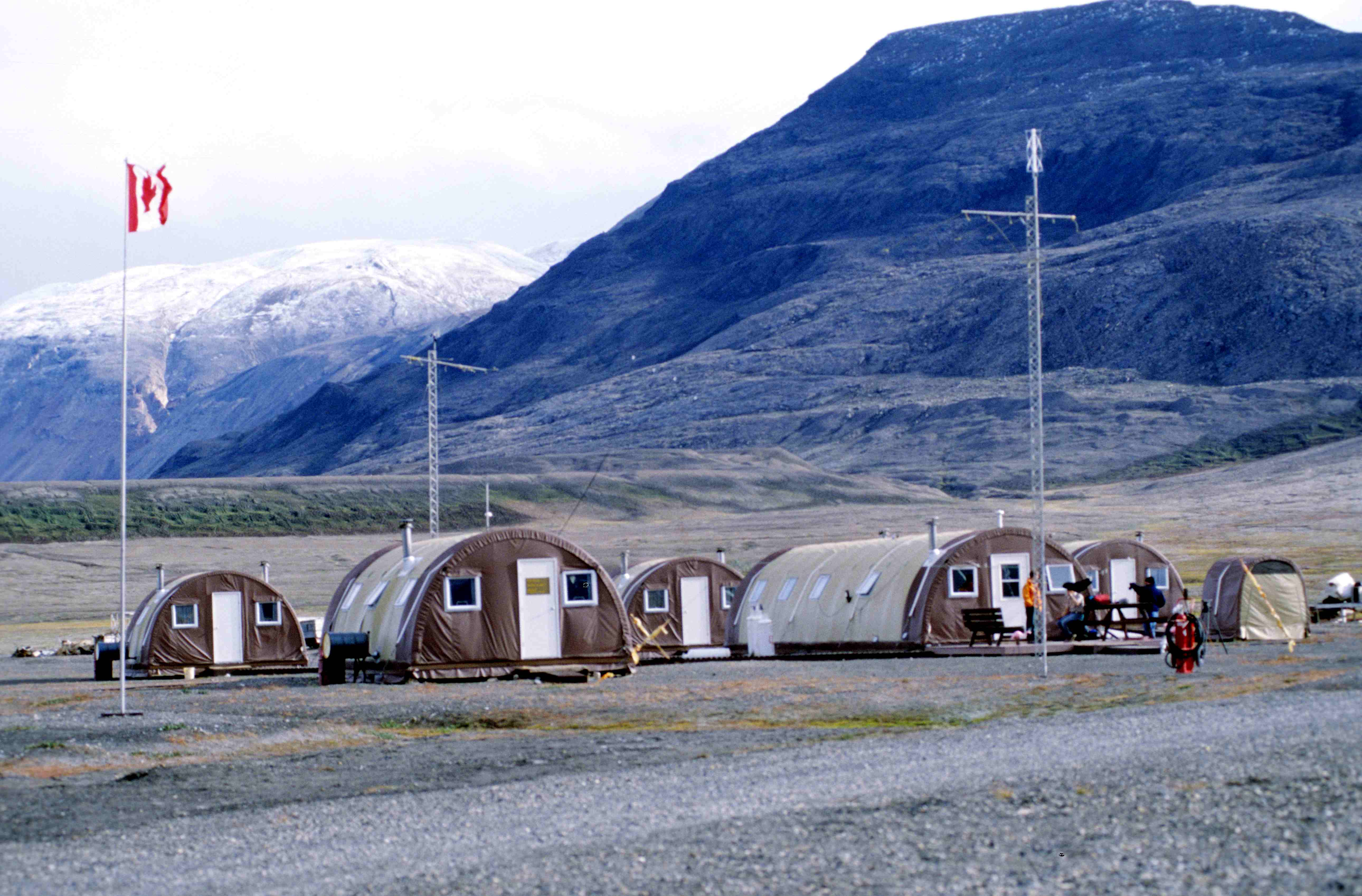
Zeltcamp am Tanquary Fjord im Quttinirpaaq-Nationalpark Nordkanadas

Landwirtschaftlicher Anbau ist in der Kältewüste aufgrund des Klimas nicht möglich. Seit jeher ist die einzige traditionelle Nutzungsform Jagd und Fischfang an den Küsten dieser Gebiete.
Unter den Kältewüsten liegen reichhaltige Bodenschätze, die bislang nicht gefördert wurden. Die durch den Klimawandel zukünftig bessere Zugänglichkeit der Arktis auf dem Seeweg hat bei den Anrainerstaaten Überlegungen dahingehend in Gang gesetzt. Die Hindernisse sind jedoch bislang so groß und kostspielig, dass kurz- und mittelfristig nicht mit einer Ausbeutung gerechnet werden muss.
In der gesamten Antarktis darf vorläufig bis 2048 im Rahmen des „Weltparks Antarktis“ keine Rohstoffförderung stattfinden.
Die größte Veränderung für die Kältewüsten resultiert aus der globalen Erwärmung, die in den hohen Breiten des Nordens deutlich über dem Durchschnitt liegt. Die Eisschilde werden sich verkleinern und Platz für weitere Frostschuttgebiete machen, während sich die Tundra sehr langsam zu den Polen hin ausbreiten wird.
Die Artenvielfalt (und die darüber hinausgehende Biodiversität) der Kältewüste ist extrem niedrig (200–600 Arten pro ha).
Nach Angaben der IUCN standen 2003 ca. 7 % der Gesamtfläche unter Schutz.
Die in der Infobox genannten exemplarischen Großschutzgebiete enthalten jeweils einen größtmöglichen Anteil des Vegetationstyps Kältewüste. Zudem handelt es sich ausschließlich um Gebiete, bei denen die Erhaltung (oder Wiederherstellung) eines möglichst unbeeinflussten Naturzustandes vorrangig ist und die im internationalen Vergleich als streng geschützt betrachtet werden können.

## Untergliederung
Aufgrund ihrer Gleichartigkeit und der extrem geringen Artenvielfalt wird eine weitere Untergliederung der Kältewüsten in weitere Pflanzenformationen kaum vorgenommen. Lediglich eine Aufteilung in polare und alpine Kältewüsten ist wegen der abweichenden klimatischen Bedingungen und der Kleinräumigkeit der Frostschuttgebiete in den Hochgebirgen sinnvoll.

### WWF-Ökoregionen
Die Umweltstiftung WWF USA hat eine beispielhafte weltweite Klassifizierung nach Ökoregionen vorgenommen. Die Abgrenzungen dieser Regionen beruhen auf einer Kombination verschiedener biogeographischer Konzepte. Sie sind für die Zwecke und Ziele des Naturschutzes besonders gut geeignet.
Der Begriff Kältewüste (Polar Desert) gehört nach den WWF-Kategorien zum Haupt-Biom („Major habitat types“) der Tundra. 37 Ökoregionen („Ecoregions“) untergliedern dieses Haupt-Biom. Davon werden vier Regionen als Kältewüsten betrachtet („Polare Wüsten in der Barents- u. Karasee“, „Polare Wüste der Neusibirischen Inseln“, „Polare Wüste der Wrangelinsel“ und „Polare Wüste der Ostantarktis“). In sechs weiteren Ökoregionen machen Kältewüsten wesentliche Anteile der Flächen aus.

## Kältewüsten auf anderen Himmelskörpern
Die Oberfläche vieler Planeten dürfte ebenfalls unserer Vorstellung von einer Kältewüste entsprechen. Der einzige bekannte Planet mit nachgewiesen kältewüstiger Oberfläche ist jedoch der Mars. Er ist zugleich sehr trocken, obwohl es an den Marspolen auch anteilig Wassereis gibt.
Der trockenste Ort, den man kennt, ist der Erdmond. Wegen seiner fehlenden Atmosphäre schwanken die Temperaturen dort mondtäglich zwischen −233 und +123 °C. Ein Ort auf dem Mond schwankt somit in 28 Tagen zwischen heißer Steinwüste und extremer Kältewüste. Der weitaus größte Teil seiner Oberfläche ist nahezu völlig frei von Wassermolekülen.